# Ǿ
Cette page contient des caractères spéciaux ou non latins. S’ils s’affichent mal (▯, ?, etc.), consultez la page d’aide Unicode.
Ǿ (minuscule : ǿ), appelé O barré obliquement accent aigu, est une lettre utilisée dans l’écriture du danois, du koonzime, du kunzi, du mfumte ou du rawang.
Elle est formée de la lettre O barré obliquement diacritée d’un accent aigu.

## Utilisation
En danois, lorsque l’accent tonique est indiqué par exemple pour clarifier une ambiguïté entre deux mots, l’accent aigu peut être utilisé sur la lettre de la voyelle de la syllabe portant l’accent tonique.

## Représentations informatiques
Le O barré obliquement accent aigu peut être représente avec les caractères Unicode suivants :
- précomposé (supplément latin-1) :

| formes    | représentations | chaînes de caractères | points de code | descriptions                                |
| --------- | --------------- | --------------------- | -------------- | ------------------------------------------- |
| capitale  | Ǿ               | Ǿ                     | U+01FE         | lettre majuscule latine o barré accent aigu |
| minuscule | ǿ               | ǿ                     | U+01FF         | lettre minuscule latine o barré accent aigu |

- décomposé (latin de base, diacritiques) :

| formes    | représentations | chaînes de caractères | points de code | descriptions                                                        |
| --------- | --------------- | --------------------- | -------------- | ------------------------------------------------------------------- |
| capitale  | Ǿ               | Ø◌́                    | U+00D8 U+0301  | lettre majuscule latine o barré obliquement diacritique accent aigu |
| minuscule | ǿ               | ø◌́                    | U+00F8 U+0301  | lettre minuscule latine o barré obliquement diacritique accent aigu |